# Burbidgea nitida
Burbidgea nitida là một loài thực vật có hoa trong họ Gừng. Loài này được Joseph Dalton Hooker mô tả khoa học đầu tiên năm 1879.

## Phân bố
Loài này có ở Sarawak, Malaysia, trên đảo Borneo. Loài điển hình của chi. Mẫu vật do Frederick William Burbidge (1847-1905) thu thập năm 1879. Môi trường sống là rừng nhiều bóng râm trong huyện Murut, giữa các sông Lawas và Trusan, ở cao độ 300–450 m, trên các loại đất đá ẩm ướt (theo Burbidge).

## Hình ảnh